# Olympique de Marseille 2024-2025
Questa voce raccoglie le informazioni riguardanti l'Olympique de Marseille nelle competizioni ufficiali della stagione 2024-2025.

## Stagione

### Calciomercato
La dirigenza ha deciso che per la stagione 2024/25 l'allenatore della prima squadra è Roberto De Zerbi.
Nel calciomercato gli acquisti principali ci sono Mason Greenwood dal Manchester United (26 milioni di euro), Elye Wahi dai rivali del Lens 
(25 milioni), Pierre-Emile Højbjerg dal Tottenham (prestito con obbligo di riscatto a 15 milioni di euro) e Valentín Carboni dall'Inter (altro prestito con diritto di riscatto).
Invece alcuni dei ritornati dal prestito sono stati ceduti subito: Mattéo Guendouzi è stato venduto alla Lazio e Vitinha al Genoa. Pape Gueye e Pau Lopez, due giocatori che sono presenti da un'po di tempo nel club, sono andati via. Infine sono stati venduti Iliman Ndiaye (al Everton) e Ismaïla Sarr (al Crystal Palace). Infine Joaquin Correa è ritornato all'Inter per la fine del suo prestito.

### Campionato e Coppe
Il campionato inizia bene con una vittoria larga sul Brest di 5-1.
Parteciperà alla Coppa di Francia partendo dai trentaduesimi di finale in qualità di partecipante al massimo campionato francese.

## Maglie e sponsor
Lo sponsor tecnico per la stagione 2024-2025 è Puma, mentre il main sponsor sulla maglia è CMA CGM.
| Casa | Trasferta | Terza divisa |

## Rosa
Dati aggiornati al 14 febbraio 2025.
| N. |                        | Ruolo | Calciatore            |
| -- | ---------------------- | ----- | --------------------- |
| 1  | Argentina (bandiera)   | P     | Gerónimo Rulli        |
| 3  | Francia (bandiera)     | D     | Quentin Merlin        |
| 4  | Italia (bandiera)      | D     | Luiz Felipe           |
| 5  | Argentina (bandiera)   | D     | Leonardo Balerdi ()   |
| 6  | Svizzera (bandiera)    | D     | Ulisses Garcia        |
| 9  | Francia (bandiera)     | A     | Amine Gouiri          |
| 10 | Inghilterra (bandiera) | A     | Mason Greenwood       |
| 11 | Marocco (bandiera)     | C     | Amine Harit           |
| 12 | Paesi Bassi (bandiera) | P     | Jeffrey de Lange      |
| 13 | Canada (bandiera)      | D     | Derek Cornelius       |
| 14 | Camerun (bandiera)     | A     | Faris Moumbagna       |
| 17 | Inghilterra (bandiera) | A     | Jonathan Rowe         |
| 19 | Francia (bandiera)     | A     | Robinio Vaz           |
| 21 | Francia (bandiera)     | C     | Valentin Rongier      |
| 22 | Algeria (bandiera)     | C     | Ismaël Bennacer       |
| 23 | Danimarca (bandiera)   | C     | Pierre-Emile Højbjerg |
| 25 | Francia (bandiera)     | C     | Adrien Rabiot         |
| 29 | Spagna (bandiera)      | D     | Pol Lirola            |

| N. |                                 | Ruolo | Calciatore         |
| -- | ------------------------------- | ----- | ------------------ |
| 32 | Francia (bandiera)              | A     | Neal Maupay        |
| 33 | Francia (bandiera)              | D     | Alexi Koum         |
| 34 | Marocco (bandiera)              | C     | Bilal Nadir        |
| 36 | Spagna (bandiera)               | P     | Rubén Blanco       |
| 41 | Francia (bandiera)              | A     | Salim Ben Seghir   |
| 44 | Brasile (bandiera)              | A     | Luis Henrique      |
| 47 | Francia (bandiera)              | C     | Gaël Lafont        |
| 48 | Francia (bandiera)              | A     | Keyliane Abdallah  |
| 62 | Panama (bandiera)               | D     | Michael Murillo    |
| 77 | Bosnia ed Erzegovina (bandiera) | D     | Amar Dedić         |
| 99 | RD del Congo (bandiera)         | D     | Chancel Mbemba     |
| 19 | Rep. Centrafricana (bandiera)   | C     | Geoffrey Kondogbia |
| 7  | Argentina (bandiera)            | C     | Valentín Carboni   |
| 9  | Francia (bandiera)              | A     | Elye Wahi          |
| 18 | Costa d'Avorio (bandiera)       | D     | Bamo Meïté         |
| 20 | Francia (bandiera)              | D     | Lilian Brassier    |
| 22 | Francia (bandiera)              | C     | Enzo Sternal       |
| 51 | Canada (bandiera)               | C     | Ismaël Koné        |

## Calciomercato
Dati aggiornati al 14 febbraio 2025.

### Sessione estiva
| Acquisti         | Acquisti              | Acquisti        | Acquisti                                                   |
| R.               | Nome                  | da              | Modalità                                                   |
| ---------------- | --------------------- | --------------- | ---------------------------------------------------------- |
| A                | Mason Greenwood       | Manchester Utd  | definitivo (26 milioni €)                                  |
| A                | Elye Wahi             | Lens            | definitivo (25 milioni €)                                  |
| C                | Ismaël Koné           | Watford         | definitivo (12 milioni €)                                  |
| P                | Gerónimo Rulli        | Ajax            | definitivo (4 milioni €)                                   |
| D                | Derek Cornelius       | Malmö FF        | definitivo (4 milioni €)                                   |
| P                | Jeffrey de Lange      | Go Ahead Eagles | definitivo (2 milioni €)                                   |
| C                | Valentín Carboni      | Inter           | prestito oneroso (1 milione €) con diritto di riscatto     |
| A                | Neal Maupay           | Everton         | prestito oneroso (500 mila €) con obbligo di riscatto      |
| C                | Pierre-Emile Højbjerg | Tottenham       | prestito con obbligo di riscatto (15 milioni €)            |
| D                | Lilian Brassier       | Brest           | prestito                                                   |
| A                | Jon Rowe              | Norwich City    | prestito oneroso con diritto di riscatto (20 milioni €)    |
| C                | Adrien Rabiot         |                 | svincolato                                                 |
| C                | Mattéo Guendouzi      | Lazio           | rientro prestito                                           |
| A                | Vitinha               | Genoa           | rientro prestito                                           |
| A                | François Mughe        | Dunkerque       | rientro prestito                                           |
| Altre operazioni |                       |                 |                                                            |
| R.               | Nome                  | da              | Modalità                                                   |
| D                | Bamo Meïté            | Lorient         | definitivo (esercizio opzione d'acquisto - 10,5 milioni €) |
| D                | Pol Lirola            | Frosinone       | rientro prestito                                           |
| D                | Jordan Amavi          | Brest           | rientro prestito                                           |
| A                | Konrad de la Fuente   | Eibar           | rientro prestito                                           |
| A                | Salim Ben Seghir      | Neuchâtel Xamax | rientro prestito                                           |
| C                | Enzo Sternal          |                 | aggregato dalle giovanili                                  |
| D                | Alexi Koum            |                 | aggregato dalle giovanili                                  |

| Cessioni         | Cessioni                  | Cessioni        | Cessioni                                                 |
| R.               | Nome                      | a               | Modalità                                                 |
| ---------------- | ------------------------- | --------------- | -------------------------------------------------------- |
| A                | Iliman Ndiaye             | Everton         | definitiva (18 milioni €)                                |
| A                | Vitinha                   | Genoa           | definitiva (esercizio opzione d'acquisto - 16 milioni €) |
| C                | Jordan Veretout           | Olympique Lione | definitivo (4 milioni €)                                 |
| A                | Ismaïla Sarr              | Crystal Palace  | definitiva (15 milioni €)                                |
| C                | Mattéo Guendouzi          | Lazio           | definitiva (esercizio opzione d'acquisto - 13 milioni €) |
| A                | Pierre-Emerick Aubameyang | Al-Qadsiya      | definitiva (9 milioni €)                                 |
| D                | Jonathan Clauss           | Nizza           | definitiva (5 milioni €)                                 |
| C                | Pape Gueye                |                 | definitiva (svincolato)                                  |
| C                | Azzedine Ounahi           | Panathīnaïkos   | prestito con opzione d'acquisto                          |
| P                | Pau López                 | Girona          | prestito                                                 |
| D                | Samuel Gigot              | Lazio           | prestito con obbligo di riscatto condizionato            |
| A                | Joaquín Correa            | Inter           | fine prestito                                            |
| C                | Jean Onana                | Beşiktaş        | fine prestito                                            |
| Altre operazioni |                           |                 |                                                          |
| R.               | Nome                      | a               | Modalità                                                 |
| D                | Bamo Meïté                | Lorient         | fine prestito                                            |
| D                | Jordan Amavi              |                 | definitivo (svincolato)                                  |
| A                | Konrad de la Fuente       | Losanna         | definitiva (?)                                           |
| P                | Simon Ngapandouetnbu      | Nîmes           | prestito                                                 |

### Sessione invernale
| Acquisti         | Acquisti        | Acquisti   | Acquisti                                               |
| R.               | Nome            | da         | Modalità                                               |
| ---------------- | --------------- | ---------- | ------------------------------------------------------ |
| A                | Amine Gouiri    | Rennes     | definitivo (19 milioni €)                              |
| D                | Amar Dedić      | Salisburgo | definitivo (1,5 milioni €)                             |
| C                | Ismaël Bennacer | Milan      | prestito oneroso con diritto di riscatto (1 milione €) |
| D                | Luiz Felipe     |            | definitivo (svincolato)                                |
| P                | Pau López       | Girona     | rientro prestito                                       |
| Altre operazioni |                 |            |                                                        |
| R.               | Nome            | da         | Modalità                                               |
| A                | Robinio Vaz     |            | aggregato dalle giovanili                              |

| Cessioni         | Cessioni         | Cessioni              | Cessioni                       |
| R.               | Nome             | a                     | Modalità                       |
| ---------------- | ---------------- | --------------------- | ------------------------------ |
| A                | Elye Wahi        | Eintracht Francoforte | definitivo (26 milioni €)      |
| C                | Ismaël Koné      | Rennes                | prestito oneroso (1 milione €) |
| A                | Enzo Sternal     | Anderlecht            | definitiva (500 mila €)        |
| D                | Bamo Meïté       | Montpellier           | prestito                       |
| P                | Pau López        | Toluca                | prestito                       |
| A                | François Mughe   | Kallithea             | prestito                       |
| C                | Valentín Carboni | Inter                 | interruzione prestito          |
| D                | Lilian Brassier  | Brest                 | fine prestito                  |
| Altre operazioni |                  |                       |                                |
| R.               | Nome             | a                     | Modalità                       |
| D                | Emran Soglo      | Sturm Graz            | definitiva (?)                 |

## Risultati
Dati aggiornati al 11 maggio 2025.

### Ligue 1
| Arbitro: | Bastien |

|                 |           |                                                                 |
| M. Camara 45+5’ | Marcatori | 3’, 31’ (rig.) Greenwood 26’, 48’ Luiz Henrique 69’ (rig.) Wahi |

| Arbitro: | Ben El Hadj |

|                         |           |                       |
| Harit 25’ Greenwood 71’ | Marcatori | 51’ Akieme 55’ Fofana |

| Arbitro: | Frappart |

|             |           |                                         |
| Babicka 90’ | Marcatori | 16’, 17’ Greenwood 52’ (aut.) Cresswell |

| Arbitro: | Millot |

|                              |           |  |
| Maupay 40’ Luis Henrique 53’ | Marcatori |  |

| Arbitro: | Bastien |

|                             |           |                                  |
| Ćaleta-Car 53’ Cherki 90+3’ | Marcatori | 69’ Lirola 82’ Garcia 90+5’ Rowe |

| Arbitro: | Delajod |

|             |           |  |
| Moreira 40’ | Marcatori |  |

| Arbitro: | Lissorgue |

|          |           |               |
| Rowe 51’ | Marcatori | 54’ El Melali |

| Arbitro: | Turpin |

|  |           |                                                                |
|  | Marcatori | 1’ Wahi 36’ Harit 40’ Højbjerg 58’ Greenwood 73’ Luis Henrique |

| Arbitro: | Letexier |

|  |           |                                              |
|  | Marcatori | 7’ João Neves 29’ (aut.) Balerdi 40’ Barcola |

| Arbitro: | Dechepy |

|              |           |                          |
| Kadewere 39’ | Marcatori | 24’ Maupay 61’ Greenwood |

| Arbitro: | Bollengier |

|                      |           |                                    |
| Greenwood 65’ (rig.) | Marcatori | 10’ Sinayoko 43’ Perrin 45’ Traoré |

| Arbitro: | Wattellier |

|             |           |                                            |
| Fulgini 80’ | Marcatori | 49’ Rongier 57’ Luis Henrique 89’ Højbjerg |

| Arbitro: | Turpin |

|                                        |           |             |
| Luis Henrique 55’ Greenwood 89’ (rig.) | Marcatori | 41’ Golovin |

| Arbitro: | Brisard |

|  |           |                          |
|  | Marcatori | 17’ Rabiot 65’ Greenwood |

| Arbitro: | Delajod |

|            |           |             |
| Merlin 17’ | Marcatori | 87’ Diakité |

| Arbitro: | Léonard |

|                                                      |           |             |
| Rongier 25’ Nadir 39’ Maupay 43’ Wahi 66’ Garcia 75’ | Marcatori | 85’ A. Ayew |

| Arbitro: | Kherradji |

|                |           |                          |
| Kalimuendo 43’ | Marcatori | 45’ Greenwood 49’ Rabiot |

| Arbitro: | Dechepy |

|                      |           |            |
| Greenwood 68’ (rig.) | Marcatori | 23’ Emegha |

| Arbitro: | Wattellier |

|                     |           |  |
| Guessand 7’ Cho 51’ | Marcatori |  |

| Arbitro: | Brisard |

|                                            |           |                                  |
| Greenwood 61’ Rabiot 64’ Luis Henrique 85’ | Marcatori | 53’ Tolisso 72’ (rig.) Lacazette |

| Arbitro: | Ben El Hadj |

|                       |           |  |
| 69’ Rabiot 74’ Maupay | Marcatori |  |

| Arbitro: | Kherradji |

|                                                             |           |             |
| Gouiri 27’, 60’ Greenwood 50’ (rig.) Murillo 58’ Rabiot 77’ | Marcatori | 79’ Stassin |

| Arbitro: | Stinat |

|                                    |           |  |
| Perrin 34’ Jubal 77’ (rig.), 90+1’ | Marcatori |  |

| Arbitro: | Frappart |

|                          |           |  |
| Gouiri 73’ Greenwood 77’ | Marcatori |  |

| Arbitro: | Léonard |

|  |           |                  |
|  | Marcatori | 90+4’ El Aynaoui |

| Arbitro: | Turpin |

|                                          |           |            |
| Dembélé 17’ Mendes 42’ Lirola 76’ (aut.) | Marcatori | 51’ Gouiri |

| Arbitro: | Delajod |

|                                            |           |             |
| Nakamura 29’ Diakhon 51’ Atangana Edoa 68’ | Marcatori | 78’ Rongier |

| Arbitro: | Pignard |

|                                           |           |                      |
| Suazo 21’ (aut.) Greenwood 57’ Rabiot 64’ | Marcatori | 28’ Magri 76’ Sierro |

| Arbitro: | Bastien |

|                                            |           |  |
| Minamino 34’ Embolo 58’ Zakaria 82’ (rig.) | Marcatori |  |

| Arbitro: | Brisard |

|                                                                      |           |                |
| Greenwood 8’ (rig.), 67’ Ndollo Bille 60’ (aut.) Rowe 74’ Rabiot 90’ | Marcatori | 83’ Mincarelli |

| Arbitro: | Frappart |

|                                   |           |          |
| Gouiri 8’, 45’, 63’ Greenwood 37’ | Marcatori | 25’ Sima |

| Arbitro: | Wattellier |

|                     |           |            |
| Fernandez-Pardo 74’ | Marcatori | 57’ Gouiri |

| Arbitro: | Delajod |

|             |           |                                 |
| Soumaré 66’ | Marcatori | 56’, 90+9’ Gouiri 85’ Greenwood |

| Arbitro: | Pignard |

|                                               |           |                    |
| Greenwood 21’ (rig.), 45+1’ Rabiot 38’, 90+2’ | Marcatori | 14’ Koné 77’ Gómez |

Concludendo il campionato al 2° posto in classifica con 65 punti (20 vittorie, 5 pareggi e 9 sconfitte in 34 partite), l'Olimpique Marseille ha ottenuto la qualificazione alla successiva edizione della Champions League, potendovi accedere direttamente dalla fase campionato.

### Coupe de France
L'Olympique di Marsiglia comincerà la sua partecipazione alla Coupe de France a partire dai trentaduesimi di finale.

#### Trentaduesimi di finale
Dal sorteggio dei trentaduesimi di finale, che si è tenuto il 2 dicembre 2024, l'Olympique di Marsiglia è stato inserito nel Gruppo A ed è stato accoppiato al Saint-Étienne.
| Arbitro: | Stinat |

|  |           |                                                         |
|  | Marcatori | 22’ Greenwood 34’ Rabiot 68’ Luis Henrique 81’ Højbjerg |

Con la vittoria per 4-0 sul Saint-Étienne, l'Olympique di Marsiglia si è qualificato ai sedicesimi di finale di Coup de France.

#### Sedicesimi di finale
Dal sorteggio dei sedicesimi di finale, che si è tenuto il 22 dicembre 2024, l'Olympique di Marsiglia è stato accoppiato al Lille.
| Arbitro: | Turpin |

|                                             |                      |                                 |
| Luis Henrique 90+6’                         | Marcatori            | 68’ Haraldsson                  |
| Greenwood Luis Henrique Balerdi Rabiot Rowe | Tiri di rigore 3 – 4 | Bakker Ismaily Gomes Alexsandro |

Permanendo il risultato di parità dopo la disputa dei tempi regolamentari (1-1), sono stati necessari i calci di rigore dai quali è uscito vincitore il Lille, che in tal modo ha battuto l'Olympique di Marsiglia, che è uscito eliminato dalla Coupe de France.

## Statistiche
Dati aggiornati al 11 maggio 2025.

### Statistiche di squadra
| Competizione    | Punti | In casa | In casa | In casa | In casa | In casa | In casa | In trasferta | In trasferta | In trasferta | In trasferta | In trasferta | In trasferta | Totale | Totale | Totale | Totale | Totale | Totale | DR  |
| Competizione    | Punti | G       | V       | N       | P       | Gf      | Gs      | G            | V            | N            | P            | Gf           | Gs           | G      | V      | N      | P      | Gf     | Gs     | DR  |
| --------------- | ----- | ------- | ------- | ------- | ------- | ------- | ------- | ------------ | ------------ | ------------ | ------------ | ------------ | ------------ | ------ | ------ | ------ | ------ | ------ | ------ | --- |
| Ligue 1         | 65    | 17      | 10      | 4       | 3       | 41      | 23      | 17           | 10           | 1            | 6            | 33           | 24           | 34     | 20     | 5      | 9      | 74     | 47     | +27 |
| Coupe de France | -     | 1       | 0       | 1       | 0       | 1       | 1       | 1            | 1            | 0            | 0            | 4            | 0            | 2      | 1      | 1      | 0      | 5      | 1      | +4  |
| Totale          | -     | 18      | 10      | 5       | 3       | 42      | 24      | 18           | 11           | 1            | 6            | 37           | 24           | 36     | 21     | 6      | 9      | 79     | 48     | +31 |

### Andamento in campionato
| Giornata  | 1 | 2 | 3 | 4 | 5 | 6 | 7 | 8 | 9 | 10 | 11 | 12 | 13 | 14 | 15 | 16 | 17 | 18 | 19 | 20 | 21 | 22 | 23 | 24 | 25 | 26 | 27 | 28 | 29 | 30 | 31 | 32 | 33 | 34 |
| --------- | - | - | - | - | - | - | - | - | - | -- | -- | -- | -- | -- | -- | -- | -- | -- | -- | -- | -- | -- | -- | -- | -- | -- | -- | -- | -- | -- | -- | -- | -- | -- |
| Luogo     | T | C | T | C | T | T | C | T | C | T  | C  | T  | C  | T  | C  | C  | T  | C  | T  | C  | T  | C  | T  | C  | C  | T  | T  | C  | T  | C  | C  | T  | T  | C  |
| Risultato | V | N | V | V | V | P | N | V | P | V  | P  | V  | V  | V  | N  | V  | V  | N  | P  | V  | V  | V  | P  | V  | P  | P  | P  | V  | P  | V  | V  | N  | V  | V  |
| Posizione | 1 | 5 | 2 | 2 | 2 | 3 | 3 | 3 | 3 | 2  | 3  | 3  | 2  | 2  | 2  | 2  | 2  | 2  | 2  | 2  | 2  | 2  | 2  | 2  | 2  | 2  | 3  | 2  | 3  | 2  | 2  | 2  | 2  | 2  |

Legenda:

Luogo: C = Casa; T = Trasferta. Risultato: R = Rinviata; V = Vittoria; N = Pareggio; P = Sconfitta.

### Statistiche individuali
| Giocatore     | Ligue 1  | Ligue 1 | Ligue 1     | Ligue 1    | Coupe de France | Coupe de France | Coupe de France | Coupe de France | Totale   | Totale | Totale      | Totale     |
| Giocatore     | Presenze | Reti    | Ammonizioni | Espulsioni | Presenze        | Reti            | Ammonizioni     | Espulsioni      | Presenze | Reti   | Ammonizioni | Espulsioni |
| ------------- | -------- | ------- | ----------- | ---------- | --------------- | --------------- | --------------- | --------------- | -------- | ------ | ----------- | ---------- |
| K. Abdallah   | 1        | 0       | 0           | 0          | 0               | 0               | 0               | 0               | 1        | 0      | 0           | 0          |
| D. Bakola     | 2        | 0       | 0           | 0          | 0               | 0               | 0               | 0               | 2        | 0      | 0           | 0          |
| L. Balerdi    | 27       | 0       | 9           | 2          | 2               | 0               | 0               | 0               | 29       | 0      | 9           | 2          |
| L. Brassier   | 12       | 0       | 3           | 0          | 0               | 0               | 0               | 0               | 12       | 0      | 3           | 0          |
| I. Bennacer   | 12       | 0       | 2           | 0          | 0               | 0               | 0               | 0               | 12       | 0      | 2           | 0          |
| D. Cornelius  | 21       | 0       | 9           | 2          | 2               | 0               | 0               | 0               | 23       | 0      | 9           | 2          |
| A. Dedić      | 10       | 0       | 1           | 0          | 0               | 0               | 0               | 0               | 10       | 0      | 1           | 0          |
| U. Garcia     | 20       | 2       | 2           | 0          | 2               | 0               | 0               | 0               | 22       | 2      | 2           | 0          |
| A. Gouiri     | 14       | 10      | 0           | 0          | 0               | 0               | 0               | 0               | 14       | 10     | 0           | 0          |
| M. Greenwood  | 34       | 21      | 3           | 0          | 2               | 1               | 0               | 0               | 36       | 22     | 3           | 0          |
| A. Harit      | 13       | 2       | 1           | 1          | 0               | 0               | 0               | 0               | 13       | 2      | 1           | 1          |
| P. Højbjerg   | 30       | 2       | 5           | 0          | 2               | 1               | 0               | 0               | 32       | 3      | 5           | 0          |
| G. Kondogbia  | 25       | 0       | 1           | 0          | 1               | 0               | 0               | 0               | 26       | 0      | 1           | 0          |
| I. Koné       | 8        | 0       | 0           | 0          | 1               | 0               | 0               | 0               | 9        | 0      | 0           | 0          |
| A. Koum       | 1        | 0       | 0           | 0          | 0               | 0               | 0               | 0               | 1        | 0      | 0           | 0          |
| J. de Lange   | 0        | 0       | 0           | 0          | 2               | -1              | 0               | 0               | 2        | -1     | 0           | 0          |
| P. Lirola     | 19       | 1       | 1           | 1          | 0               | 0               | 0               | 0               | 19       | 1      | 1           | 1          |
| Luiz Felipe   | 4        | 0       | 1           | 0          | 0               | 0               | 0               | 0               | 4        | 0      | 1           | 0          |
| Luis Henrique | 33       | 7       | 0           | 0          | 2               | 2               | 0               | 0               | 35       | 9      | 0           | 0          |
| N. Maupay     | 22       | 4       | 3           | 1          | 2               | 0               | 1               | 0               | 24       | 4      | 4           | 1          |
| B. Meïté      | 3        | 0       | 0           | 0          | 0               | 0               | 0               | 0               | 3        | 0      | 0           | 0          |
| Q. Merlin     | 27       | 1       | 1           | 0          | 2               | 0               | 0               | 0               | 29       | 1      | 1           | 0          |
| F. Moumbagna  | 1        | 0       | 0           | 0          | 0               | 0               | 0               | 0               | 1        | 0      | 0           | 0          |
| M. Murillo    | 30       | 1       | 3           | 0          | 2               | 0               | 0               | 0               | 32       | 1      | 3           | 0          |
| B. Nadir      | 15       | 1       | 1           | 0          | 1               | 0               | 0               | 0               | 16       | 1      | 1           | 0          |
| A. Rabiot     | 29       | 9       | 4           | 0          | 2               | 1               | 0               | 0               | 31       | 10     | 4           | 0          |
| V. Rongier    | 25       | 3       | 5           | 0          | 2               | 0               | 0               | 0               | 27       | 3      | 5           | 0          |
| J. Rowe       | 27       | 3       | 2           | 0          | 2               | 0               | 1               | 0               | 29       | 3      | 3           | 0          |
| G. Rulli      | 34       | -47     | 1           | 0          | 0               | 0               | 0               | 0               | 34       | -47    | 1           | 0          |
| R. Vaz        | 2        | 0       | 1           | 0          | 1               | 0               | 0               | 0               | 3        | 0      | 1           | 0          |
| V. Carboni    | 4        | 0       | 1           | 0          | 0               | 0               | 0               | 0               | 4        | 0      | 1           | 0          |
| E. Sternal    | 2        | 0       | 1           | 0          | 0               | 0               | 0               | 0               | 2        | 0      | 1           | 0          |
| E. Wahi       | 13       | 3       | 1           | 0          | 1               | 0               | 0               | 0               | 14       | 3      | 1           | 0          |